# Char
Char（チャー、1955年〈昭和30年〉6月16日 - ）は、日本のギタリスト、シンガーソングライター、音楽プロデューサー。
サテライト・サービス放送番組審議会の委員でもある。本名：竹中 尚人（たけなか ひさと）。東京都品川区戸越出身。

## 来歴
耳鼻咽喉科・眼科の開業医を母に持つ。7歳でピアノを習い始め、兄の影響から8歳でギターを手にする。本人曰く18歳までピアノを継続し、将来は音楽大学を志望していたとのこと。
ザ・ベンチャーズ、エリック・クラプトン、ジェフ・ベック、ジミ・ヘンドリックスなどから影響を受ける。日々ピアノよりもギターに没頭するのを心配した父親が、Charの部屋に入って「お前は将来何になりたいんだ」と問い詰めたところ、Charは「これ」と壁に貼ってあるジミ・ヘンドリックスのポスターを指差したというエピソードがある。

### アマチュア時代
11歳から13歳の時期に、同級生の新川博らと結成したFOXで活動。ヤードバーズ、ドアーズ、ローリング・ストーンズなどをレパートリーとしていた。14歳でJAH（ヤッハ）結成。3ピースバンドで、メンバーの名前の頭文字から命名した。ヤードバーズ、クリームなどをレパートリーとし、バンド・コンテストにも出場した。この時期に早くもプロ・デビューの話を持ちかけられるが、「生ギターでフォークみたいのやらない？」という内容が自身の目指すものと異なっていたために断る。
16歳の時に『GAS MASK』結成。ヤマハ・ライトミュージックコンテストに出場し、オリジナル曲を演奏した結果、地区ブロックで2位を受賞する。オリジナル曲以外は、グランド・ファンク・レイルロードなどをレパートリーとしていた。
17歳でShock結成。別バンドであるBad Sceneのデビュー曲のレコーディングを依頼され、並行して同バンドにも参加。Shockでもプロ・デビューの話が出たが、レコーディング中にメンバーの音楽的指向性の食い違いから途中で解散する。
1973年、スモーキー・メディスン結成。
ShockやBad Sceneにて日比谷野外音楽堂でライブをしていた頃、金子マリも別のバンドで同じステージに立っていた。ある日、街中で出会い連絡先を交換した。
Bad Scene解散後、同バンドの鳴瀬喜博、Shockの佐藤準、藤井章司と共に新たなバンドの構想を練る最中、金子マリから「バックコーラスでもいいから参加したい」との電話連絡を受けて迎え入れた。同年8月には合歓の郷で合宿を行い、本格的な活動準備に入る。
1974年に、スタジオ・ミュージシャンとしての初仕事をこなす。レコーディング内容は、ギター奏法教材「ロック完全マスター」(立東社）という譜面集と併売されるカセットテープのデモ演奏として、エリック・クラプトン等の曲を収めるものだった。当時のスタジオ・ミュージシャンはジャズ系スタイルのプレイヤーが多く、ロック系ギタリストは少数だったため、練習していたスタジオで知り合ったスタジオ・ミュージシャンからの依頼だった。この時のエピソードとして、当時のレコーディング・エンジニア達はロック・エレクトリック・ギターの歪みやフィードバック奏法を認識しておらず、戸惑ったと回想している。
Charが当時エレックレコード所属アーティストのレコーディングにも参加していたため、知り合いのディレクターから依頼を受け、バンドは企画アルバムのレコーディングを行った（『ゴーゴー大パーティー第4回ロック・インパルス』：キングレコード / 1974年リリース盤にマイティ・マウスの変名でクレジットされている）。同時期、エレックレコードの若手レコーディング・エンジニアから「どうしてもバンドの音を残したい」と依頼され、夜中にスタジオ入りして朝方までにデモテープを完成させた。後日、そのデモテープを金子、鳴瀬の2人が各音楽関係会社に持ち込む。当時、鳴瀬以外は高校生だったが、演奏力やステージングがプロミュージシャンや音楽メディアの間でも話題となり、内田裕也の耳にも入る。当時、Charが客としてチケットを購入して見に行く予定だったとも言われている内田プロデュースのイベント第2回「フラッシュ・コンサート」（於：西武劇場）に出演予定だったサディスティック・ミカ・バンドが海外公演を行うために出演キャンセルした際、内田はその空席に『スモーキー・メディスン』を抜擢した。1974年5月号のニュー・ミュージック・マガジン誌では、アマチュア・バンドにもかかわらず「期待の新グループ、スモーキー・メディスン」として数ページに渡り写真と内田裕也のコメントを掲載。その演奏力、新鮮さ共に好評価されていた。
以降は様々なロックイベントに出演。当時日本最大のロックフェスティバルと呼ばれた郡山ワンステップフェスティバル1974にも出演が決まっていたが、その直前にスモーキー・メディスンは解散した。解散の理由は音楽的指向性の相違と言われているが諸説ある。
解散後のCharはフォーク系グループのレコーディングやライブでのバックバンド・ギタリスト、楽器メーカー主催のギター・クリニックなどの活動が主となるが、Mad BrothersやCharlie Funk Party（パーティ・バンド）でも活動した。

### プロデビュー後
1976年6月、キャニオン・レコード / SEE SAWからシングル『NAVY BLUE』でソロ・デビュー。9月にアルバム『Char』を発表（代表曲となる「Smoky」を収録）。1977年6月リリース「気絶するほど悩ましい」は、外部の作詞（阿久悠）、作曲（梅垣達志）で自身のロック指向とは異なる「歌謡ロック」路線となりアイドル系ギタリスト&ボーカリストとして人気を博す。1978年には「逆光線」、「闘牛士」とヒットを飛ばし、同時期に登場した世良公則&ツイスト、原田真二と共にロック御三家と呼ばれた。
他の二組が自作曲で世に出たのとは違い、自身のシングル曲が職業作家からの提供曲だったことについては「俺がやったのは歌謡曲とロックの中間だったよね。俺はロックの音楽家だけど、シングル盤は歌謡曲でいいと思ったわけさ。ロックやっててメジャーの世界に出るにはそれしかなかったよね」と当時のインタビューで述べている。アイドル性を狙うもバンドにルックスの悪いメンバーがいたために若い女性ファンは取り込めなかったという。
また、曲のヒットでテレビの歌番組に出演することが増え、そこで当時一世を風靡していたピンク・レディーの想像を絶する忙しさを知り、五木ひろしや新沼謙治といった演歌歌手と共演することで歌謡界の本物のプロの凄さを目の当たりにし、自分の道を極めなければいけないと思ったと述懐している。
1978年7月に発表された自身3枚目のアルバム『Thrill』にて、楽曲の半分でゴダイゴと共演。リリース後に行われたゴダイゴとの共演LIVEで、男性のみが入場可能だった『男だけのコンサート』を行う。
同年9月、音楽活動以外に俳優にも挑戦。TBSの時代劇特番『雲を翔びこせ（渋沢栄一伝）』にて主人公の渋沢栄一（西田敏行）の嫁、千代（池上季実子）の兄、長七郎役を演じる。
同時期、本人の本来の指向とは異なるアイドル然とした歌謡界での活動に見切りを付け、新たに本格的なロックバンド結成を構想。
イエロー～金子マリ&バックスバニーのジョニー吉長、ザ・ゴールデン・カップス～スピード・グルー&シンキ等のルイズルイス加部と共にJOHNNY, LOUIS & CHARを結成。活動準備のため合歓の郷で合宿。
並行して続けていたソロ活動においては、1978年秋発売の「BLUE CHRISTMAS」が東宝映画『ブルークリスマス』劇中歌となったが、6thシングルとしての日本語歌詞バージョンとは別にChar自身が歌う英語歌詞バージョン（こちらはBGM数曲を併せたサウンドトラックとして構成）も同時発売される異色の体制となった。作曲は同映画の音楽監督である佐藤勝。映画の中では英国人バンドが歌う曲として扱われている。
その後JOHNNY, LOUIS & CHARのステージ・デビュー（芸術祭イベント)の模様はTV収録されたが、その放映前に自身に対して「ある事件（覚醒剤取締法違反）」の謂れのない嫌疑がかけられたため活動休止を余儀なくされ、オンエアされることなく御蔵入りとなる。同時期に予定されていたコンサートツアー『JOHNNY, LOUIS & CHAR・ウルトラコンサート』も中止となる。
1979年、カルメン・マキの支援を受け、彼女のツアーメンバーとして復帰。
同年にJOHNNY, LOUIS & CHARが再始動。7月14日に開催された『Free Spirit』と題されたフリー（無料）コンサートには雨天にもかかわらず全国からファンが殺到し、日比谷野外音楽堂の動員記録を樹立する（当日の模様は同年11月、3万枚限定盤LPとして『Free Spirit』のタイトルでリリースされた）。
1980年5月『Trycycle』、1981年『OiRA』を発表。
所属レコード会社の移籍に伴いバンド名をピンククラウドと改名。バップから、1981年5月『KUTKLOUD』、9月『CLOUD LAND/桃源郷』、1983年11月『PINK CLOUD』、1984年11月『PLANT BLEND』を発表。レコード会社との契約に「バンドとしてのアルバム4枚、各メンバーのソロ・アルバムを出す」と言う条件があり、この時期は精力的な活動期間でもあった。この間には東京・銀座にSmoky Studioを設立。ジョニー吉長のソロ・アルバム『LOVE CHILD』がこけら落としとなり、Charのプロデュースによる他アーティストのアルバムも数多生まれた。
1985年、2度目のレコード会社移籍。東芝EMIに所属し、7月に日比谷野外音楽堂で、観客を入れず収録したミニ・アルバムを発表。この頃、単身で渡英して半年間を過ごす。バンド活動は年間で数回程度となる。
1986年3月、忌野清志郎とアニメ県立地球防衛軍のサウンドトラックとして忌野清志郎、JOHNNY, LOUIS & CHAR名義で『S.F.』を発表。同年は『忌野清志郎、JOHNNY, LOUIS & CHAR』でのLIVEを学園祭や野外イベントで行った。

### 一度目のレーベル立ち上げ
1988年 - 1997年、電話通販専門のインディーズレーベル「江戸屋Record」を運営。1988年6月、ソロ・アルバム『PSYCHE』を発表。6月7日にはJOHNNY, LOUIS & CHAR名義で汐留PITにて久しぶりのLIVEを行う。会場では『PSYCHE』が先行発売され、9月にはLIVEの模様を収録した『1988,6,7 JOHNNY, LOUIS & CHAR』のタイトルでビデオも発表。以後ピンククラウドとしての活動と並行して新たなユニットでの活動も始める。
1991年には、イベントがきっかけで組まれた石田長生とのアコースティック・デュオBAHO（馬呆）名義で『TREMENDOUS』を発表。以降も不定期ではあるが活動を続けた。
1992年4月、『PSYCHEDELIX』を発表。これは『PSYCHE』発売時の1988年、ソロ・ライブを行う際に佐藤準、アン・ルイス、ジム・コープリー、ジャズ・ロッホリーと組んだChar ＆ THE PSYCHEDELIXが元となったバンド『PSYCHEDELIX』が制作した1枚目のフル・アルバムである。このバンドではフル・アルバムを3枚発表することになる。
1994年、PINK CLOUD解散。
1995年、PSYCHEDELIXの3枚目のフル・アルバム『Stand』の製作途中に、ベースのジャズ・ロッホリーが方向性の違い等から脱退。PSYCHEDELIXはCharとジムのユニットとなり、ベースは途中からCharが演奏している。
1996年、PSYCHEDELIXとしてミニ・アルバム『Smoky』を発表。
1998年、Char自身もレコード会社をポリドール・レコードに移籍。2007年まで在籍しアルバム9作品（内、ベスト盤2枚、REMIX盤1枚も含む）をリリースした。
1999年、 C,B&A（チャー・ボガート＆アピス）で国内ツアーを敢行。
2002年、インスト・アルバム『Sacred Hills ～聖なる丘～』をロンドンにてレコーディング、その際ジェフ・ベックの自宅スタジオにてセッションを行う。
2005年、プライベートスタジオでのアナログ・ワンマン・レコーディング・アルバム『天邪鬼Amano-Jack』リリース。
2006年、 布袋寅泰と“HOTEI vs Char”名義でコラボレーション・シングル『Stereocaster』を発表。

### 二度目のレーベル立ち上げ
2010年、ネット販売専門の新レーベルZiccaを立ち上げ、自身のルーツをアレンジし収録したTRADROCKシリーズとして『Eric』『Jeff』『The B』『The V』『Jimmy』『Jimi』『Char By Char』を発表した。
それまで行ったりライブをしたことの無い地方都市会場を主に不定期ではあるが『TRADROCK By Char』ツアーで各所を廻っている。また、現在イベントのみで活動するユニットで奥田民生、山崎まさよしとの3人の侍（Samurai‐3）がある。
2011年のRSRでは斉藤和義も加わり、4人の侍として登場した。
2015年、還暦アニバーサリー アルバム『ROCK 十』(ロックプラス)リリース。干支に因んだ12名のアーティストに作詞作曲、提供を依頼した。
2018年、Fender Custom Shopより、日本人初のプロファイルドシグネイチャーモデルとして「Char Signature Stratocastar CHAR 1959 STRATOCASTER® BURGUNDY」を発売。「MASTERBUILT」と「CUSTOM BUILT」の2モデルを展開し、「MASTERBUILT」はフェンダー最上級の職人の一人であるマスタービルダー、ポール・ウォーラーによって限定20本作製。
2020年、FENDER × ZICCA「CHAR 2020 MUSTANG - Zicca Limited Model -」をZICCA AX 限定発売。
2021年、初期3作に連なる4枚目のアルバム『Fret To Fret』をリリース。
2022年5月には桑田佳祐からのオファーを受け「時代遅れのRock'n'Roll Band」のレコーディングに佐野元春、世良公則、野口五郎と共に参加した。同年12月31日には同曲で『第73回NHK紅白歌合戦』に出場した。同年、1976年デビュー・アルバム期のライヴ音源『CHAR LIVE 1976』をリリース。
2023年、全てを“独り”で手がけたインスト・アルバム『SOLILOQUY』リリース。同年、Johnny, Louis&Char、PINK CLOUDのトリビュート・アルバム『Afterword』をリリース。
2024年、澤田浩史（b）、柴田俊文（key）、タリー・ライアン（d）という編成でのライブ・アルバム『LIVEVIL』をリリース。
2025年2月、有明アリーナにて開催されたジェフ・ベックのトリビュート・ライブ『A Tribute to Jeff Beck by Char with HOTEI and Tak Matsumoto featuring The Jeff Beck Band』に出演。布袋寅泰、松本孝弘、ジミー・ホール、ロンダ・スミス、アニカ・ニルズ、ゲイリー・ハズバンドらと共演。
同年7月4日、東京・日本武道館で70歳（古希）の誕生日を祝うスペシャルライブ「Char Nippon Budokan Live 2025 - Purple Phase Jam」を開催。Charを慕う総勢30人を超えるゲストミュージシャンとのセッションを披露した。

## 人物
- デビュー35周年を迎えた2011年、米国フェンダー社とエンドースメント契約をし、Char Signature Stratocaster® "Charizma"が製作される運びになった[9]。
- 2015年6月2日『徹子の部屋』（テレビ朝日系）に初出演。司会の黒柳徹子とはそれ以前に『ザ・ベストテン』（TBS系）でも共演経験がある（1978年5月4日放送にて「闘牛士」でスポットライトに出演した）。『徹子の部屋』でのトークにて、親交のある松任谷由実が最終回の出演を希望していることを語った[10]。

## ディスコグラフィー

### シングル
| 枚                             | 発売日                         | タイトル                       | c/w                            |
| キャニオン・レコード / SEE-SAW | キャニオン・レコード / SEE-SAW | キャニオン・レコード / SEE-SAW | キャニオン・レコード / SEE-SAW |
| ------------------------------ | ------------------------------ | ------------------------------ | ------------------------------ |
| 1st                            | 1976年6月25日                  | NAVY BLUE                      | SHININ' YOU, SHININ' DAY       |
| 2nd                            | 1977年6月25日                  | 気絶するほど悩ましい           | FURUETE NEMURE                 |
| 3rd                            | 1977年12月10日                 | 逆光線                         | TOKYO NIGHT                    |
| 4th                            | 1978年3月25日                  | 闘牛士                         | マドンナを堕落させよう         |
| 5th                            | 1978年8月21日                  | GIRL                           | TOMORROW IS COMING FOR ME      |
| 6th                            | 1978年11月5日                  | BLUE CHRISTMAS                 | THE LEADING OF THE LEAVING     |
| ポリドール                     |                                |                                |                                |
| 7th                            | 1998年8月1日                   | TODAY                          | DAN DAN DANG                   |
| 8th                            | 1998年10月28日                 | LET IT BLOW                    | YOU GOT THE MUSIC              |
| 9th                            | 1999年2月24日                  | Touch my love again            | THRILL                         |
| 10th                           | 2000年2月2日                   | Share the wonder               | 11 years                       |
| 10th                           | 2000年2月2日                   | Share the wonder               | Back then and Now              |
| 11th                           | 2000年5月31日                  | R-1 (Route One)                | HOPE                           |
| 12th                           | 2001年10月24日                 | Long Distance Call             | Water Business                 |
| 12th                           | 2001年10月24日                 | Long Distance Call             | Second Hand Jam                |
| ユニバーサルミュージック       |                                |                                |                                |
| 13th                           | 2002年6月26日                  | A FAIR WIND                    | Sacred Hills                   |
|                                | 2004年11月1日                  | 45 OVER DRIVE                  | A Fair Wind                    |
| 14th                           | 2005年10月19日                 | PIANO                          | Moon Light Serenade            |
| 15th                           | 2006年5月3日                   | OSAMPO                         | Cat Food                       |

### 配信限定シングル
| 発売日         | タイトル |
| -------------- | --- |
| 2017年4月2日   | 人間の証明のテーマ / EXILE ATSUSHI & Char |
| 2021年6月16日  | White Room (Live in Japan) / ジャック・ブルース, Char, 屋敷豪太 |
| 2021年11月10日 | We Love Music feat. あいにゃん, INORAN, Ken, J, すぅ, TOMOMI, ハマ・オカモト, HARUNA, Michiya Haruhata, 日野 "JINO" 賢二, MAMI, MIYAVI, 山内総一郎 & Rei / Char & Fender All Stars |

### コラボレーション・シングル
| 名義          | 発売日        | タイトル     | c/w     |
| 東芝EMI       | 東芝EMI       | 東芝EMI      | 東芝EMI |
| ------------- | ------------- | ------------ | ------- |
| HOTEI vs Char | 2006年11月8日 | Stereocaster |         |

### アルバム

#### オリジナル・アルバム
| 枚                             | 発売日                         | タイトル                       |
| キャニオン・レコード / SEE-SAW | キャニオン・レコード / SEE-SAW | キャニオン・レコード / SEE-SAW |
| ------------------------------ | ------------------------------ | ------------------------------ |
| 1st                            | 1976年9月25日                  | Char                           |
| 2nd                            | 1977年11月                     | Char II have a wine            |
| 3rd                            | 1978年8月10日                  | THRILL                         |
| 4th                            | 1981年2月                      | U.S.J                          |
| Vap                            |                                |                                |
| 5th                            | 1982年11月                     | MOON CHILD                     |
| 江戸屋レコード                 |                                |                                |
| 6th                            | 1988年6月                      | Psyche                         |
| 7th                            | 1988年12月                     | PSYCHE II                      |
| ポリドール                     |                                |                                |
| 8th                            | 1999年3月31日                  | I'm gonna take this CHANCE     |
| 9th                            | 2001年7月25日                  | BAMBOO JOINTS                  |
| ユニバーサルミュージック       |                                |                                |
| 10th                           | 2002年9月25日                  | Sacred Hills 〜聖なる丘〜      |
| 11th                           | 2003年11月26日                 | MR.70'S YOU SET ME FREE        |
| 12th                           | 2005年12月7日                  | 天邪鬼 Amano-Jack              |
| ZICCA RECORDS                  |                                |                                |
| 13th                           | 2015年5月22日                  | ROCK+                          |

#### ミニ・アルバム
| 枚             | 発売日         | タイトル                      |
| 江戸屋レコード | 江戸屋レコード | 江戸屋レコード                |
| -------------- | -------------- | ----------------------------- |
| 1st            | 1989年8月      | WHEN I WAKE UP IN THE MORNING |
| 2nd            | 1989年12月     | BLACK SHOES                   |
| 3rd            | 1994年6月22日  | MUSTANG                       |

#### ベスト・アルバム
| 枚                             | 発売日                         | タイトル                            |
| キャニオン・レコード / SEE-SAW | キャニオン・レコード / SEE-SAW | キャニオン・レコード / SEE-SAW      |
| ------------------------------ | ------------------------------ | ----------------------------------- |
| 1st                            | 1982年7月                      | THE BEST OF Char                    |
| ポニーキャニオン               |                                |                                     |
| 2nd                            | 1987年12月5日                  | プレイバック・シリーズ Char         |
| 江戸屋レコード                 |                                |                                     |
| 3rd                            | 1991年10月21日                 | FLASHBACK MEMORIES                  |
| 4th                            | 1993年9月1日                   | DAYS WENT BY 1988〜1993             |
| ポニーキャニオン               |                                |                                     |
| 5th                            | 1996年11月21日                 | CHARACTER                           |
| BMGメディアジャパン            |                                |                                     |
| 6th                            | 1999年4月21日                  | CHAR EDOYA COLLECTION 1988-1997     |
| 7th                            | 1999年12月16日                 | ALL AROUND ME 〜Char Plays Ballad〜 |
| ユニバーサルミュージック       |                                |                                     |
| 8th                            | 2006年7月19日                  | SINGLES 1976-2005                   |
| ポニーキャニオン               |                                |                                     |
| 9th                            | 2011年5月18日                  | ゴールデン☆ベスト Char              |
| 10th                           | 2013年6月19日                  | ザ・プレミアムベスト Char           |
| 11th                           | 2014年11月19日                 | Light Mellow Char                   |

#### ライブ・アルバム
| 枚             | 発売日         | タイトル                                   |
| 江戸屋レコード | 江戸屋レコード | 江戸屋レコード                             |
| -------------- | -------------- | ------------------------------------------ |
| 1st            | 1997年3月      | Char Electric guitar Concert               |
| ポリドール     |                |                                            |
| 2nd            | 2000年2月2日   | CHAR PSYCHE 1988                           |
| 3rd            | 2000年6月28日  | Char played With and Without               |
| ZICCA RECORDS  |                |                                            |
| 4th            | 2011年6月16日  | TRADROCK“Char”by Char                      |
| 5th            | 2012年4月26日  | ZIG ZAG ZONE                               |
| 6th            | 2012年4月26日  | TRADROCK“Acoustic”by Char                  |
| 7th            | 2013年10月2日  | 414 -Live at Hibiya Open Air Concert Hall- |
| 8th            | 2015年11月27日 | "Rock+" Eve -Live at Nippon Budokan        |

#### トリビュート・アルバム
| 枚               | 発売日           | タイトル         |
| ポニーキャニオン | ポニーキャニオン | ポニーキャニオン |
| ---------------- | ---------------- | ---------------- |
| 1st              | 1997年6月18日    | Psyche-Delicious |

#### リミックス・アルバム
| 枚         | 発売日        | タイトル   |
| ポリドール | ポリドール    | ポリドール |
| ---------- | ------------- | ---------- |
| 1st        | 1999年6月23日 | Mix-Char   |

### カバー・アルバム
| 枚            | 発売日         | タイトル      |
| ZICCA RECORDS | ZICCA RECORDS  | ZICCA RECORDS |
| ------------- | -------------- | ------------- |
| 1st           | 2010年2月22日  | Eric By Char  |
| 2nd           | 2010年3月21日  | Jeff By Char  |
| 3rd           | 2010年4月28日  | The B By Char |
| 4th           | 2010年6月16日  | The V By Char |
| 5th           | 2010年11月28日 | Jimmy By Char |
| 6th           | 2010年12月21日 | Jimi By Char  |

### CD BOX
| 枚            | 発売日         | タイトル                                  |
| ZICCA RECORDS | ZICCA RECORDS  | ZICCA RECORDS                             |
| ------------- | -------------- | ----------------------------------------- |
| 1st           | 2012年10月26日 | ZICCA PICKER 2012 vol.1〜vol.20           |
| 2nd           | 2014年1月25日  | ZICCA PICKER 2014 vol.1〜vol.28           |
| 3rd           | 2016年7月23日  | ZICCA PICKER 2016 vol.1〜vol.24           |
| 4th           | 2018年3月28日  | ZICCA PICKER 2018 "TOHOKU" vol.1〜vol.6   |
| 5th           | 2018年7月20日  | ZICCA PICKER 2017 "Acoustic" vol.1〜Vol.8 |
| 6th           | 2018年7月20日  | ZICCA PICKER 2018                         |

### 映像作品
1. 20th Anniversary〜Electric guitar Concert〜（1999年12月23日）
2. THE CLIPS（2000年9月20日）
3. LIVE IN NIPPON BUDOKAN 2001〜BAMBOO JOINTS〜（2002年2月21日）
4. No Generation Gap（2004年7月7日）
5. 彩気 Psyche（2005年10月26日）
6. Amano-Jack Movin’ The documentary on studio work & Live tour of Char（2006年12月13日）
7. ROCK+EVE  LIVE AT NIPPON BUDOKAN（2015年11月27日）
8. ROCK FREE CONCERT（2015年12月7日）

### タイアップ曲
| 楽曲                | タイアップ                                                           |
| ------------------- | -------------------------------------------------------------------- |
| ROWDY BOYS          | 花王『ARTAGE』CMソング。1993年頃PSYCHEDELIXとして                    |
| Touch my love again | よみうりテレビ・日本テレビ系『どっちの料理ショー』エンディングテーマ |
| Share the wonder    | maxell 企業CMソング                                                  |
| R-1 (Route One)     | ダイハツ『アトレーワゴン エアロダウンヒット』CMソング                |
| HOPE                | Jスカイスポーツ 2000年サイクルロードレース世界4大会 イメージソング   |
| Long Distance Call  | もしもし、ホットライン イメージソング                                |
| Round Trip          | ANA機内放送『White Room』テーマソング                                |
| Water Business      | ダノン『evian』イメージソング                                        |
| A FAIR WIND         | テレビ朝日系『ニュースステーション』オープニングテーマ               |
| OSAMPO              | NHK『みんなのうた』                                                  |
| Stereocaster        | FMフェスティバル『LOCK ON ROCK』キャンペーンソング                   |

### 参加作品
- エルザ 『山猫の唄』（EP・1973年10月25日）
- あおい輝彦
  - 『免許証』（1973年11月10日）
  - 『ニコラシカ』（1974年11月10日）
  - 『スタートへの出発』（1976年10月5日）
- NSP
  - 『NSP・2』（1974年3月）
  - 『NSP LIVE ぼくらはごきげん』（1975年12月21日）
- まりちゃんズ（藤岡藤巻在籍）『ひがみブルース / ※尾崎家の祖母』（EP・1975年5月25日）
- 山崎ハコ『飛・び・ま・す』（1975年10月1日）
- 小坂恭子『恭子』（1975年10月10日）
- とみたいちろう『STEP TO MY WAY』（1976年1月25日）
- 浜田良美『春秋の章』（1976年3月）
- パンタ 『PANTA'X WORLD』（1976年4月）
- ジョニー吉長
  - 『JOHNNY』（1977年5月5日）
  - 『スカイ・ジュース』（1979年）
  - 『LOVE CHILD』（1983年）
- 泉谷しげる『光石の巨人』（1977年6月25日※同年TOURにも参加）
- 西慎嗣（元スペクトラムのギタリスト）『西 慎嗣 & Lord, Lord, Lawdy Miss Clawdy Group』（1980年8月21日）※Keyで参加
- TENSAW『TENSAW』（1981年10月）※ Keyで参加
- 岩崎良美『心のアトリエ』（1981年12月5日）（提供曲「あの時・・・」収録）
- アン・ルイス
  - 『Heavy Moon』（1983年3月21日）
  - 『Lovin’You / 銀色の涙 (CDS)』（1992年11月21日）
  - 『Piercer』（1994年11月23日）
- ハルク・ホーガン『一番』（ミニLP）（1983年5月14日）
- 黒住憲五『スティル』（1983年5月21日）
- 樋口宗孝『ディストラクション 〜破壊凱旋録〜』（1983年5月21日）
- イースタン・オービット『ジャーニー・トゥ・ユートピア (LIVE)』（1983年）
- 山本達彦『MUSIC』（1984年5月19日）
- 中島優貴『インスパイア』（1984年6月21日）
- 吉川晃司『INNOCENT SKY』（1985年3月30日）
- 鳴瀬喜博『STIMULUS』（1986年5月21日）
- 村上里佳子『ZEN-ZEN』（1986年10月21日）
- 中川勝彦『MAJI-MAGIC』（1987年2月25日）（バック・バンドMAJI-MAGICとしてTOURにも参加）
- PEARL『She's fresh』（1989年11月22日）
- 福山雅治「今 このひとときが 遠い夢のように」（1995年10月2日）※福山と共同で作曲・ギター演奏
- 内田有紀『愛のバカ』（1996年3月23日）
- さかともえり『さかさま』（1997年12月22日）
- 祭囃子〜ゲームトリビュート（コンピュータゲーム20周記念コンピレーションアルバム）スペースインベーダー〜再来（作曲・編曲・演奏）（1998年5月21日）
- SAKURA『Lana』（2004年6月16日）
- AI 『FEAT A.I』（2004年12月1日）
- Def Tech『Def Tech』（2005年1月22日）
- 米米CLUB『E-ヨ』（2006年8月23日）
- 布袋寅泰『SOUL SESSIONS』（2006年12月6日)
- E.D.O『カミヒコウキ meets. Char』（2008年5月14日）
- 押尾コータロー『You & Me』（2008年10月1日）
- 春畑道哉『I feel free（feat. Char）』（2022年4月13日）
- 桑田佳祐 feat. 佐野元春, 世良公則, Char, 野口五郎『時代遅れのRock'n'Roll Band』（2022年5月23日）

## 出演

### テレビ
- Char meets ???? 〜TALKING GUITARS〜（フジテレビNEXT）
- TOKYO SESSION -ROCKIN’GAMBLER- 第九夜（2019年3月17日、フジテレビNEXT）[11]
- 関ジャム 完全燃SHOW（2022年1月23日、テレビ朝日）[12]

### テレビドラマ
- 雲を翔びこせ（1978年、TBS） - 尾高長七郎 役

#### ラジオ
- Mam,Dad,Jam! （J-WAVE）
- FMフェスティバル Vodafone LOCK ON ROCK FM Festival（2005年 - 2006年 JFN）
- TRAD ROCK（FM COCOLO）

### CM
- デビュー前に男性用香水のCFに出演（本人談）
- 森永製菓小枝（CM曲も担当）チョコフレーク
- ミネラルウォーターエビアンのCFイメージソングを担当（『Water Business』とMustangによる演奏のアルバム未収録インスト曲）
- 富士通のパソコンFMVシリーズ（木村拓哉（ギター）、岸部一徳（ベース）の3人でのジャムセッションを披露）
- メルシャン 「STING」（CF曲『AMANO-JACK』）
- 資生堂 サンパクト（ナレーション）
- ソニー VAIO type C
- はるやま商事（唐沢寿明出演のCM曲 (No Generation Gap, Char feat. AI) を担当）
- サッポロビール「サッポロ生ビール 黒ラベル」
- 大和証券グループ「PLAYING FOR CHANGE シリーズ」（Sittin' On The Dock Of The Bayをリレー形式で弾き語り）
- JR東海 2013 秋 CM「そうだ 京都、行こう。」（「My Favorite Things」を編曲、演奏）
- 日本ヒューレット・パッカード Love PC, Love HP.キャンペーン（書き下ろしCM曲提供）
- 横浜ゴム PRGR（プロギア）クラブシリーズ「iD nabla RS」イメージキャラクター：書下ろしCM曲「change」提供、CMにも出演